# 東北波士尼亞塞爾維亞人自治州
東北波士尼亞塞爾維亞人自治州是位於波士尼亞與赫塞哥維納國內的一個塞爾維亞人自治州。這個自治州成立於1991年至1992年之間，主要城市是比耶利納。東北波士尼亞塞爾維亞人自治州後來被併入塞族共和國。